# Moros y Cristianos de Ibi
Moros y Cristianos de Ibi, Alicante es una fiesta que comienza mes de septiembre, después de los 9 días del primer miércoles del mes como designó el Papa Pío XI el 25 de marzo de 1932. Incluyen la representación de la lucha entre dos bandos, musulmán y cristiano. Se celebra en honor a Nuestra Señora la Virgen de los Desamparados.

## Historia
El 23 de octubre de 1976 aparece por primera vez en el libro de actas del gobierno municipal de Ibi el uso de los términos "moros" y "cristianos". Pero el origen de esta fiesta se remonta las Fiestas al Salvador, una fiesta que consistía tan solo en disparar según un acta publicada el 16 de junio de 1596.
La primera imagen de la Virgen de los Desamparados llega a Ibi en 1731 y su llegada se celebra en septiembre. Hasta entonces, las fiestas consistían en disparar en honor al patrón, pero durante 30 años se prohibió la pólvora en actos festivos por lo que dejaron de celebrarse estas fiestas. En 1979 los habitantes de Ibi e escribieron un carta a Carlos IV pidiéndole permiso para que les dejaran disparar durante las fiestas. Se les concedió el permiso de disparar los días de la novena, del 8 al 16 de septiembre.
Es a partir de principios del siglo XIX que se comienzan a nombrar dos capitanes, ya que antes únicamente se nombraba a uno desde el ayuntamiento. En 1913 se hace un reglamento para regular las actividades de la fiesta.

## Descripción
Participan un total de 14 comparsas, siete del Bando Cristiano y siete del Bando Moro, cada Bando lo encabeza un capitán y cada comparsa la representa una mujer que se presenta voluntaria llamada Abanderada Los bandos representan enfrentamientos históricos en los que los cristianos reconquistan el castillo del pueblo. La fiesta dura cuatro días durante los que se celebran actos como l'ollera, el día de la Entrada, el Disparo y la Diana, la Ofrenda, las Embajadas, el Moro Traidor, la Vuelta al Castillo y la procesión. 

## Costumbres
Ibi da comienzo a sus fiestas en honor a la Virgen de los Desamparados, el noveno día del novenario, con el Reparto de Pólvora en el camino viejo de Castalla. Por la tarde se rinde homenaje en el acto del cementerio de Ibi y más tarde se celebra una misa. A continuación se celebra el ascenso en protocolo de Cargos y Autoridades Civiles y Eclesiásticas desde la iglesia hasta el ayuntamiento y por último será el Pregón de Fiestas, que da comienzo oficial a las celebraciones.
El viernes, la jornada comienza con la Diana Festera que viene seguida de la Entrada Cristiana. Por la tarde se llevará a cabo la Entrada Mora.
El sábado se dedica a los más pequeños, quienes participarán en la Entrada Infantil. La jornada comienza con la Diana Despertà y posteriormente las autoridades y cargos de ese año asistirán a la visita a la residencia de ancianos San Joaquín. Por la tarde tiene lugar la Embajada Mora en el Castillo y finalmente por la noche el día finaliza con la Ofrenda de Flores a la Patrona.
El domingo, es el día de la procesión. La jornada comienza con la Guerrilla, seguida de una misa a la Virgen de los Desamparados. El día finaliza con la procesión en la que las comparsas y festeros acompañan a la Virgen por las calles de Ibi. 
El lunes, denominado día de descanso, tiene lugar una misa y un castillo de fuegos artificiales por la noche.

## Reconocimientos
Esta fiesta fue declarado de Interés Turístico Provincial el 14 de junio de  2016. A lo largo de 2015, se preparó un informe de más de sesenta páginas con la historia, el guion de actos y datos estadísticos entre otros  y un expediente con libros revistas y  películas para obtener la consecución de esta categoría nacional.